# Jakub Jankiel Bąk
Jakub Jankiel Bąk pseud. Ludwik, Mazur (ur. 1908 w Wilnie, zm. w grudniu 1943 k. Wołkowyska) – działacz komunistyczny, partyzant sowiecki.
Syn robotnika Hersza, z zawodu kamasznik, od 1923 członek sekcji młodocianych przy Związku Zawodowym Robotników Przemysłu Skórzanego, od 1925 członek zarządu związku kamaszników. Od 1926 w Związku Młodzieży Komunistycznej Zachodniej Białorusi (ZMKZB), od 1927 w KPZB, sekretarz komórki partyjnej kamaszników, członek Rady Miejscowej Związków Robotniczych w Wilnie pozostającej pod wpływami komunistycznymi. Od 1928 w Wydziale Zawodowym Komitetu Miejskiego (KM) KPZB w Wilnie, II 1928 współorganizował 6-tygodniowy strajk z udziałem ponad 2 tys. szewców i kamaszników z Wilna i okolic. Podczas walk frakcyjnych w KPP był jednym z nielicznych w KPZB zwolenników „większości”. Od drugiej połowy 1928 członek KM KPZB w Grodnie, potem w Białymstoku. Od 1929 ponownie pracownik Wydziału Zawodowego KM KPZB w Wilnie, wiele razy był aresztowany i karany administracyjnie za zwoływanie nielegalnych zebrań związkowych m.in. w 1928, 1929 i 1931. VI 1931 brał udział w przygotowaniu i obradach wileńskiej konferencji lewicowego aktywu związkowego, jesienią 1931 skierowany do szkoły partyjnej KPZB w Mińsku. Od połowy 1932 instruktor KC KPZB ds. zawodowych. Działał w Białymstoku, Grodnie, Pińsku, Brześciu, kierował walką robotników leśnych i drzewnych w Hajnówce i Białowieży. Przedstawiciel Wydziału Zawodowego KC KPZB i członek trójki partyjnej podczas strajku białostockich włókniarzy 16 III - 16 IV 1933. XII 1933 wysłany do Moskwy na kursy leninowskie przy Kominternie. Delegat z głosem doradczym na II Zjazd KPZB 9-18 V 1935 pod Mińskiem. 14 VIII 1935 aresztowany i skazany na 8 lat więzienia; uwolnił się IX 1939 i wrócił do Wilna, gdzie współorganizował Gwardię Robotniczą. Po przekazaniu Wilna Litwie przeniósł się do Białegostoku, gdzie pracował w milicji i potem był kierownikiem spółdzielni pracy szewców. VI 1941 ewakuowany z rodziną do Czelabińska, gdzie wstąpił do Armii Czerwonej. II 1942 wezwany do Moskwy na szkolenie, po czym przerzucony za linię frontu na Wileńszczyznę, gdzie nawiązał kontakt z sowiecką partyzantką. Został odznaczony Orderem Czerwonej Gwiazdy. VIII 1943 ponownie przerzucony na tyły Niemców w okolice Mińska, skąd wraz z oddziałem partyzantki sowieckiej przedostał się na Grodzieńszczyznę. Był tam pełnomocnikiem podziemnego Komitetu Obwodowego WKP(b) w oddziałach sowieckiej partyzantki na Białorusi. XII 1943 podczas powrotu z Białostocczyzny został otoczony przez Niemców pod Wołkowyskiem i zginął w walce.